# Molinicos
Molinicos je grad u jugoistočnoj Španjolskoj, u pokrajini Albacete u autonomnoj zajednici Kastilja-La Mancha.

## Stanovništvo
Godine 2010. imao je 1060 stanovnika.

## Vanjske poveznice
- (šp.)Molinicos gradska vijećnica  Arhivirana inačica izvorne stranice od 3. kolovoza 2011. (Wayback Machine)